# Golfstaten

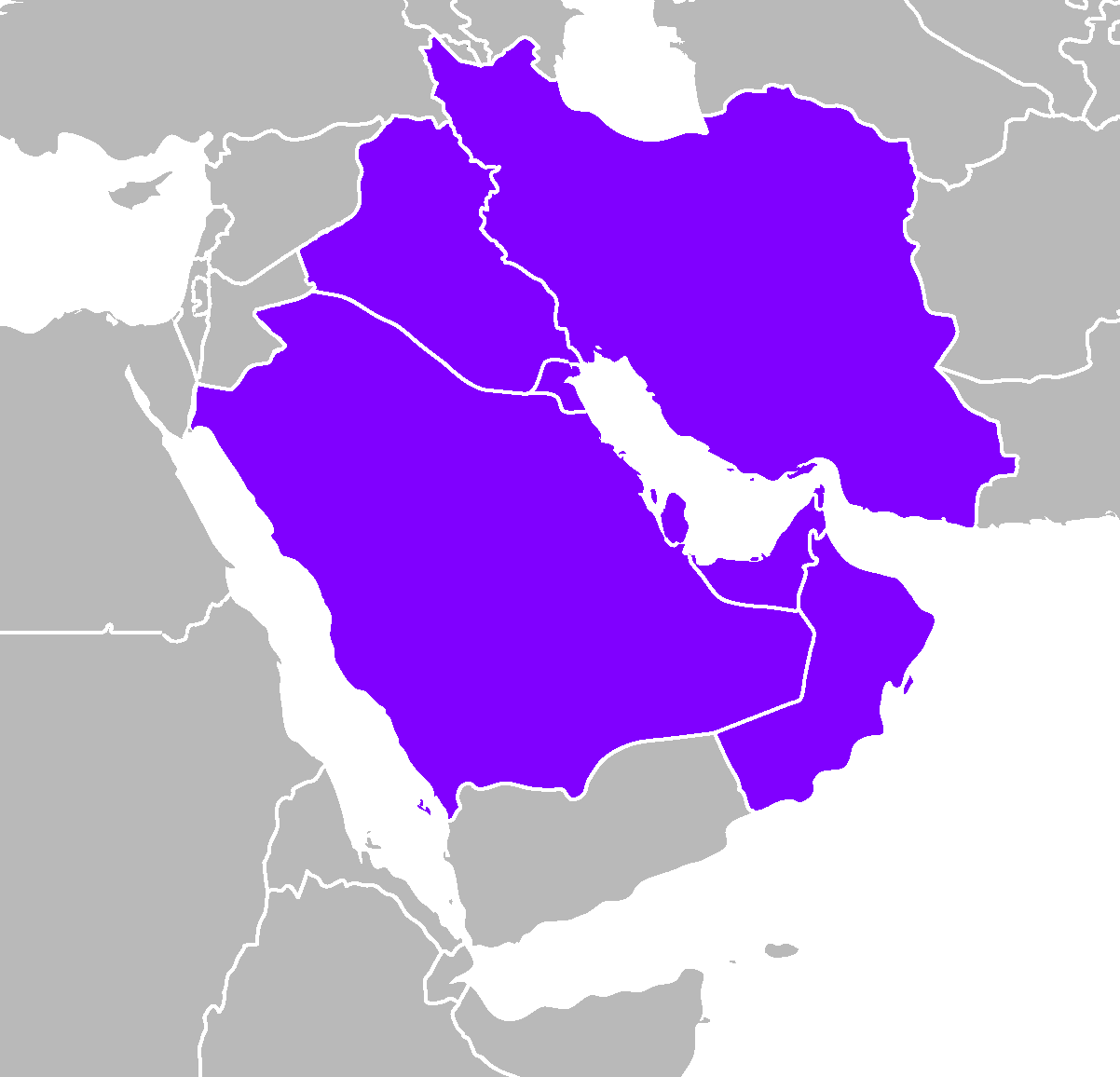
Kaart van de Golfstaten.

De Golfstaten (Arabisch: دول الخليج, Perzisch: کشورهای خلیج) zijn een groep landen in het Midden-Oosten die grenzen aan de Perzische Golf. Welke landen tot deze groep worden gerekend hangt af van de gehanteerde definitie.
Volgens de woordenlijst van de Taalunie wordt het woord met een hoofdletter geschreven.

## Definitie

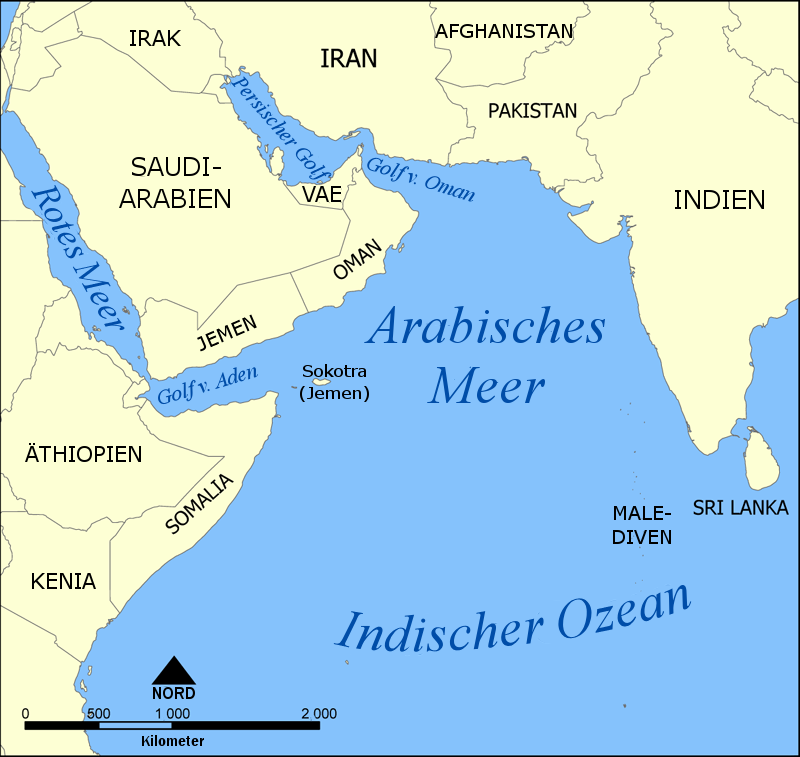
Linksboven de Golfregio

In Nederland verstaat men onder de Golfstaten meestal de zes Arabische landen Bahrein, Koeweit, Oman, Qatar, Verenigde Arabische Emiraten en Saoedi-Arabië. Samen vormen zij de Samenwerkingsraad van Arabische Staten in de Golf of Gulf Cooperation Council (GCC).
Internationaal worden doorgaans ook de landen Irak en Iran, die beide aan de noordzijde van de Perzische Golf grenzen, tot de Golfstaten gerekend. De Duitse Duden verwijst ook naar de aan de Golf grenzende staten in het algemeen, dus inclusief Irak en Iran. Vijf van de acht Golfstaten behoren tot de Organisatie van olie-exporterende landen of OPEC (Bahrein en Oman en sinds 1 januari 2019 ook Qatar niet).
Wanneer alleen de Arabische landen worden bedoeld, behoort Iran daar niet toe. Soms wordt ook Jemen tot de Golfstaten gerekend. De Perzische Golf met alle omliggende landen staat bekend als de Golfregio.

## Trivia
- De benaming Golfstaten wordt ook gebruikt ter aanduiding van de vijf Amerikaanse staten die zijn gelegen aan de Golf van Mexico.

Centraal-Azië (Midden-Azië) · Noord-Azië · Oost-Azië · Zuid-Azië · Zuidoost-Azië · Zuidwest-Azië

Oosten: Nabije Oosten · Midden-Oosten · Verre Oosten

Arabië · Golf · Indië · Indochina · Levant · Mashreq · Sinosfeer · Indosfeer · Turkestan